# بنجامين براون
بنجامين براون (بالإنجليزية: Benjamin Brown)‏ هو سياسي أمريكي، ولد في 23 سبتمبر 1756 في الولايات المتحدة، وتوفي في 17 سبتمبر 1831 في الولايات المتحدة. انتخب عضو مجلس نواب ماساتشوستس وانتخب عضو مجلس النواب الأمريكي.